# Панама на Чемпіонаті світу з водних видів спорту 2015
Панама взяла участь у Чемпіонаті світу з водних видів спорту 2015, який пройшов у Казані (Росія) від 24 липня до 9 серпня.

## Плавання
Панамські плавці виконали кваліфікаційні нормативи в дисциплінах, які наведено в таблиці (не більш як 2 плавці на одну дисципліну за часом нормативу A, і не більш як 1 плавець на одну дисципліну за часом нормативу B):
Чоловіки
| Спортсмен    | Дисципліна       | Попередній заплив | Попередній заплив | Півфінал        | Півфінал        | Фінал           | Фінал           |
| Спортсмен    | Дисципліна       | Час               | Місце             | Час             | Місце           | Час             | Місце           |
| ------------ | ---------------- | ----------------- | ----------------- | --------------- | --------------- | --------------- | --------------- |
| Едгар Креспо | 50 м брасом      | 28.29             | 34                | Завершив виступ | Завершив виступ | Завершив виступ | Завершив виступ |
| Едгар Креспо | 100 м брасом     | 1:02.37           | 40                | Завершив виступ | Завершив виступ | Завершив виступ | Завершив виступ |
| Франко Реєс  | 50 м батерфляєм  | 24.60             | 39                | Завершив виступ | Завершив виступ | Завершив виступ | Завершив виступ |
| Франко Реєс  | 100 м батерфляєм | 54.49             | 46                | Завершив виступ | Завершив виступ | Завершив виступ | Завершив виступ |

Жінки
| Спортсменка     | Дисципліна       | Попередній заплив | Попередній заплив | Півфінал         | Півфінал         | Фінал            | Фінал            |
| Спортсменка     | Дисципліна       | Час               | Місце             | Час              | Місце            | Час              | Місце            |
| --------------- | ---------------- | ----------------- | ----------------- | ---------------- | ---------------- | ---------------- | ---------------- |
| Maria Far Nuñez | 200 м батерфляєм | 2:19.65           | 36                | Завершила виступ | Завершила виступ | Завершила виступ | Завершила виступ |
| Maria Far Nuñez | 400 м комплексом | 5:05.55           | 33                | Н/Д              | Н/Д              | Завершила виступ | Завершила виступ |